# Цицерон, Ральф
Ральф Цицерон (англ. Ralph John Cicerone; 2 мая 1943, Нью-Касл, Пенсильвания, США — 5 ноября 2016, Шорт-Хилс, Нью-Джерси, США) — американский учёный, специалист в области физики и химии атмосферы. Президент Национальной академии наук США (2005—2016; член с 1990).
Доктор философии (1970), член Американского философского общества (2000), иностранный член Российской академии наук (2008), Лондонского королевского общества (2012) и др.

## Биография
Окончил Массачусетский технологический институт (бакалавр электротехники, 1965). В 1970 г. получил степень доктора философии по электротехнике, с минором по физике, в Университете Иллинойса.
С 1972 г. работал в Мичиганском университете в качестве исследователя и ассистент-профессора. С 1978 г. работал в Институте океанографии Скриппса Калифорнийского университета в Сан-Диего — в качестве химика-исследования.
В 1980—1989 гг. с. н. с. и директор подразделения химии атмосферы в Национальном Центре атмосферных исследований в Боулдере (Колорадо). В 1989—1994 гг. именной профессор (Daniel G. Aldrich Professor) и завкафедрой наук о Земле Калифорнийского университета в Ирвайне, в 1994—1998 гг. — декан школы физики.
В 1998—2005 гг. канцлер Калифорнийского университета в Ирвайне.
С 2005 по 30 июня 2016 г. президент Национальной академии наук США (в 2011 г. переизбирался в должности).
Член Американской академии искусств и наук (1991).
Иностранный член Accademia dei Lincei (2005), РАН (2008) — по Отделению наук о Земле по специальности «химия атмосферы, климатология», Korean Academy of Science and Technology (2009), Академии Синика (2010), Испанской королевской академии наук (2011).
Президент Американского геофизического союза в 1992—94 годах.
Автор более 120 научных статей. Специалист в области физики и химии атмосферы и проблем атмосферного озона. Занимался проблемами глобальных изменений климата и загрязнения атмосферы. Изучал источники и стоки малых газовых составляющих, глобальный парниковый эффект и математическое моделирование кинетических процессов в атмосфере, включая процессы, контролирующие содержание озона в атмосфере. Представлял США на совещаниях академий наук стран «Группы Восьми плюс пять».

## Награды и отличия
- Медаль Джеймса Мацельвейна[англ.] (1979)
- Премия ЮНЕП за исследования озона (United Nations Environment Program Ozone Award) (1997)
- Премия Боуэра (1999)
- Outstanding Alumnus, College of Engineering, University of Illinois (2000)
- Медаль Роджера Ревелла Американского геофизического союза (2002)
- Премия Альберта Эйнштейна (2004)